# Kometa typu Halleya
Kometa typu Halleya – kometa krótkookresowa należąca do grupy komet, których okres orbitalny jest dłuższy niż 20 lat, a krótszy niż 200. Nazwa komet typu Halleya pochodzi od komety Halleya, najbardziej znanej komety okresowej. Komety tego typu nie pochodzą od jednego wspólnego przodka. Według stanu na dzień 27 lipca 2016 roku znanych było 85 komet należących do tej grupy.

## Przykłady
- 1P/Halley
- 23P/Brorsen-Metcalf
- 38P/Stephan-Oterma
- 55P/Tempel-Tuttle
- 109P/Swift-Tuttle